# Ukryta Dziura
Ukryta Dziura (Maćkowa Dziura) – jaskinia w Dolinie Małej Łąki w Tatrach Zachodnich. Wejście do niej znajduje się w żlebie między wschodnimi ścianami Wielkiej Turni a ścianami opadającymi z Kotlin do Niżniej Świstówki, na wysokości 1812 m n.p.m. Długość jaskini wynosi 32 metry, a jej deniwelacja – 8 metrów.

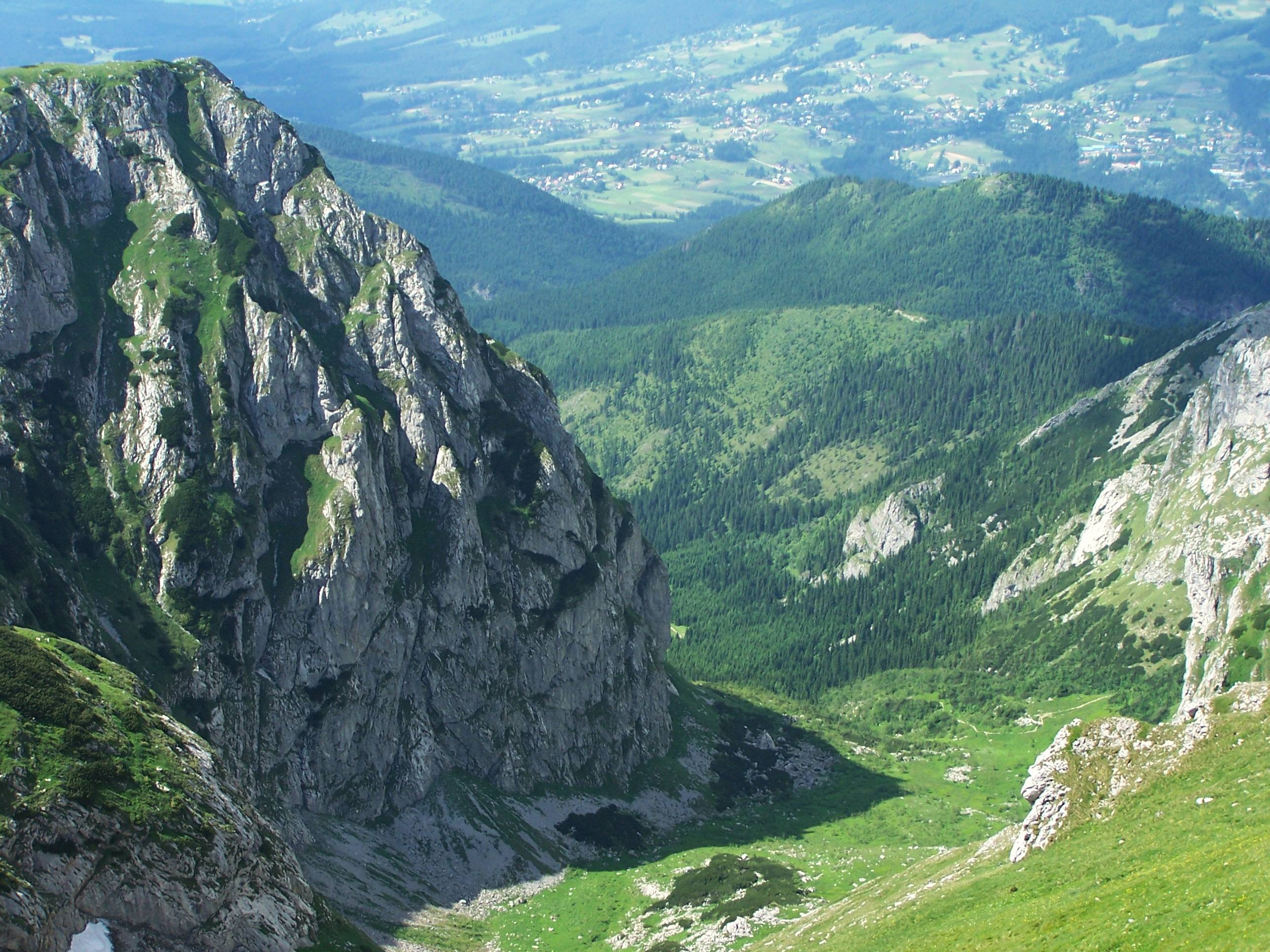
Wielka Turnia. Na lewo w dole ściana Kotlin

## Opis jaskini
Jaskinia utworzyła się w skałach wapiennych, pochodzących z triasu środkowego. Owalny otwór wejściowy prowadzi do rozszerzającej się ku dołowi studni o głębokości 8 metrów. Jej dno ma wymiary 9×3,5 metra, zalega na nim śnieżno-lodowy płat. Stąd stromo do góry wiedzie korytarz długości 15 m, szerokości 3–4 m i wysokości 2–3,5 m.

## Przyroda
Do jaskini spływają okresowo wody deszczowe i roztopowe, które niesione są żlebem wciętym w Czerwony Upłaz, tuż za nasadą ramienia Wielkiej Turni. W jej wnętrzu panuje wilgoć, a światło odbite dociera do jej końca. Przy otworze występuje gleba i rosną w tym rejonie rośliny kwiatowe, głównie trawy. Ściany studni są miejscem występowania glonów, porostów, mchów i wątrobowców. Przedstawicielami świata zwierzęcego zasiedlającymi jaskinię są owady, zwłaszcza komary oraz nietoperze.

## Historia odkryć
Jaskinia odkryta została 16 sierpnia 1979 roku przez I. Luty i R. Bieganowskiego, w ramach prac związanych z inwentaryzacją tatrzańskich jaskiń. Na podstawie niepewnych i sprzecznych wskazań Z. Wójcika i M. Kropiwnickiej poszukiwali oni wejścia do odkrytej przez Macieja Lewandowskiego w 1962 roku Maćkowej Dziury. W archiwalnej wersji inwentarza jaskiń, jak i na mapie Tatry Polskie wydanej w 1984 roku, omawianą jaskinię opisano właśnie jako Maćkową Dziurę, wbrew niezgodnościom opisów położenia i wnętrza groty z opisami jaskini odkrytej przez Lewandowskiego. Nazwę zmieniono na Ukrytą Dziurę po tym, jak w 1999 roku znaleziono właściwą Maćkową Dziurę.